# Harold Abrahams
Harold Abrahams, född 15 december 1899 i Bedford, Bedfordshire, död 14 januari 1978 i Enfield, London, var en brittisk friidrottare, idrottsledare och sportjournalist samt jurist.
Abrahams överraskande seger på 100 meter i Olympiska sommarspelen 1924 på tiden 10,6 blev den första OS-segern på denna distans för en europeisk löpare. Han arbetade senare som sportjournalist för BBC och Sunday Times.
Harold Abrahams och Eric Liddells segrar i Paris 1924 ligger till grund för den Oscarsbelönade spelfilmen Triumfens ögonblick.